# غوس كريك
غوس كريك (كارولاينا الجنوبية) (بالإنجليزية: Goose Creek, South Carolina)‏ هي مدينة تقع في الولايات المتحدة في مقاطعة بيركلي. يقدر عدد سكانها بـ 35,938 نسمة ومساحتها 105.8 كم2 وترتفع عن سطح البحر 14 متر.

## التركيبة السكانية
حدّد مكتب تعداد الولايات المتحدة بيانات التركيبة السكانية لغوس كريك في تعداد الولايات المتحدة. في ما يلي، التركيبة السكانية حسب تعدادي 2000 و2010.

### تعداد عام 2000
بلغ عدد سكان غوس كريك 29,208 نسمة بحسب تعداد عام 2000، وبلغ عدد الأسر 8,947 أسرة وعدد العائلات 7,443 عائلة مقيمة في المدينة. في حين سجلت الكثافة السكانية 270.1 نسمة لكل كيلومتر مربع (699.6/ميل2). وبلغ عدد الوحدات السكنية 9,482 وحدة بمتوسط كثافة قدره 87.7 لكل كيلومتر مربع (227.1/ميل2).
وتوزع التركيب العرقي للمدينة بنسبة 78.50% من البيض و14.22% من الأمريكيين الأفارقة و0.59% من الأمريكيين الأصليين و2.66% من الأمريكيين ذوي الأصول الآسيوية و0.12% من سكان جزر المحيط الهادئ و1.56% من الأعراق الأخرى و2.36% من عرقين مختلطين أو أكثر و4.05% من الهسبانيون أو اللاتينيون من أي عرق.
بلغ عدد الأسر 8,947 أسرة كانت نسبة 52.6% منها لديها أطفال تحت سن الثامنة عشر تعيش معهم، وبلغت نسبة الأزواج القاطنين مع بعضهم البعض 68.9% من أصل المجموع الكلي للأسر، ونسبة 10.6% من الأسر كان لديها معيلات من الإناث دون وجود شريك،  بينما كانت نسبة 3.7% من الأسر لديها معيلون من الذكور دون وجود شريكة وكانت نسبة 16.8% من غير العائلات. تألفت نسبة 12.9% من أصل جميع الأسر من عدة أفراد يعيشون في نفس المنزل ونسبة 2.9% كانت تتألف من شخص يعيش بمفرده يبلغ من العمر 65 عاماً أو أكثر. وبلغ متوسط حجم الأسرة المعيشية 2.94، أما متوسط حجم العائلات فبلغ 3.22.
بلغ العمر الوسطي للسكان 26.3 عاماً. وكانت نسبة 29.6% من القاطنين تحت سن الثامنة عشر، وكانت نسبة 9.3% بين الثامنة عشر والرابعة والعشرين عاماً، ونسبة 31.8% كانت واقعةً في الفئة العمرية ما بين الخامسة والعشرين والرابعة والأربعين عاماً، ونسبة 15.4% كانت ما بين الخامسة والأربعين والرابعة والستين، ونسبة 4% كانت ضمن فئة الخامسة والستين عاماً فما فوق. يوجد لكل 100 أنثى 98.4 ذكر، ويوجد لكل 100 أنثى في الثامنة عشر من عمرها فما فوق 95.1 ذكر.
بلغ متوسط دخل الأسرة في المدينة 45,919 دولارًا، أما متوسط دخل العائلة فبلغ 47,937 دولارًا. وكان متوسط دخل الذكور 31,965 دولارًا مقابل 23,754 دولارًا للإناث. وسجل دخل الفرد الخاص بالمدينة 16,905 دولارًا. وكانت نسبة 5.8% من العائلات ونسبة 6.8% من السكان تحت خط الفقر، وكان من هؤلاء نسبة 8.5% تحت سن الثامنة عشر ونسبة 7.3% في الخامسة والستين من العمر وما فوق.

### تعداد عام 2010
بلغ عدد سكان غوس كريك 35,938 نسمة بحسب تعداد عام 2010، وبلغ عدد الأسر 12,356 أسرة وعدد العائلات 9,312 عائلة مقيمة في المدينة. في حين سجلت الكثافة السكانية 332.3 نسمة لكل كيلومتر مربع (860.7/ميل2). وبلغ عدد الوحدات السكنية 13,484 وحدة بمتوسط كثافة قدره 124.7 لكل كيلومتر مربع (323.0/ميل2).
وتوزع التركيب العرقي للمدينة بنسبة 71.25% من البيض و18.25% من الأمريكيين الأفارقة و0.51% من الأمريكيين الأصليين و3.73% من الأمريكيين ذوي الأصول الآسيوية و0.13% من سكان جزر المحيط الهادئ و2.57% من الأعراق الأخرى و3.55% من عرقين مختلطين أو أكثر و6.13% من الهسبانيون أو اللاتينيون من أي عرق.
بلغ عدد الأسر 12,356 أسرة كانت نسبة 41.2% منها لديها أطفال تحت سن الثامنة عشر تعيش معهم، وبلغت نسبة الأزواج القاطنين مع بعضهم البعض 56.7% من أصل المجموع الكلي للأسر، ونسبة 14% من الأسر كان لديها معيلات من الإناث دون وجود شريك،  بينما كانت نسبة 4.6% من الأسر لديها معيلون من الذكور دون وجود شريكة وكانت نسبة 24.6% من غير العائلات. تألفت نسبة 18.5% من أصل جميع الأسر من عدة أفراد يعيشون في نفس المنزل ونسبة 4.6% كانت تتألف من شخص يعيش بمفرده يبلغ من العمر 65 عاماً أو أكثر. وبلغ متوسط حجم الأسرة المعيشية 2.72، أما متوسط حجم العائلات فبلغ 3.09.
بلغ العمر الوسطي للسكان 30.2 عاماً. وكانت نسبة 24.9% من القاطنين تحت سن الثامنة عشر، وكانت نسبة 16.5% بين الثامنة عشر والرابعة والعشرين عاماً، ونسبة 27.9% كانت واقعةً في الفئة العمرية ما بين الخامسة والعشرين والرابعة والأربعين عاماً، ونسبة 23.3% كانت ما بين الخامسة والأربعين والرابعة والستين، ونسبة 7.3% كانت ضمن فئة الخامسة والستين عاماً فما فوق. وتوزع التركيب الجنسي للسكان بنسبة 51.6% ذكور و48.4% إناث.